# Somma di Eulero
In matematica, la somma di Eulero è un metodo alternativo per la sommabilità delle serie. Data una serie Σan, essa si dirà sommabile secondo Eulero se converge la sua trasformata di Eulero.
La somma di Eulero può essere generalizzata tramite un insieme di metodi (E, q), dove q ≥ 0. La somma (E, 0) è l'ordinario limite delle somme parziali della successione, mentre (E, 1) è la somma di Eulero. Tutti questi metodi sono strettamente più deboli della somma di Borel; per q > 0 essi sono incomparabili alla somma di Abel.

## Definizione
La (E, y) somma di Eulero di una successione è definita come
{\displaystyle _{E_{y}}\,\sum _{j=0}^{\infty }a_{j}:=\sum _{i=0}^{\infty }{\frac {1}{(1+y)^{i+1}}}\sum _{j=0}^{i}{i \choose j}y^{j+1}a_{j}.}
Vale per la somma di Eulero la seguente formula:
{\displaystyle _{E_{y_{1}}}\sum \,_{E_{y_{2}}}\sum =\,_{E_{\frac {y_{1}y_{2}}{1+y_{1}+y_{2}}}}\sum }